# Anaphalis deserti
Anaphalis deserti là một loài thực vật có hoa trong họ Cúc. Loài này được J.R.Drumm. mô tả khoa học đầu tiên năm 1910.